# Bojong Renged
Bojong Renged is een bestuurslaag in het regentschap Tangerang van de provincie Banten, Indonesië. Bojong Renged telt 11.525 inwoners (volkstelling 2010).